# Юність Бембі
«Юність Бембі» (рос. «Юность Бемби») — російський радянський художній фільм, друга частина дилогії («Дитинство Бембі», Юність Бембі") за мотивами знаменитої казки Фелікса Зальтена «Бембі» в авторському переказі Юрія Нагібіна і Наталії Бондарчук. Фільм знятий на кіностудії ім. М. Горького 1986 року.

## Сюжет
Оленя Бембі, ставши дорослим прекрасним оленем, зустрічає оленицю Фалін і закохується в неї. Юна пара відправляється в далеку і небезпечну подорож у пошуках загадкової квітки життя.

## У ролях
- Микола Бурляєв — Бембі, юнак
- Маріс Лієпа Рудольф — батько Бембі
- Галина Бєляєва — Фаліна
- Наталія Бондарчук — мати Бембі
- Галина Артемова — Енна
- Ольга Кабо — Марена
- Лев Дуров — Сич
- Інна Макарова — Нетлла
- Дмитро Золотухін — Зубр
- Олександр Лейманіс — Карус
- Гедімінас Таранда
- Ілзе Лієпа — Лебідь-мати
- Олександр Сомов
- Платон Сакварелідзе
- Віктор Гончаров
- Наталія Пирогова — епізод